# J3S Amilly
J3 Sports Amilly Football là một câu lạc bộ bóng đá Pháp. Câu lạc bộ này được thành lập vào năm 1949 bởi René Fouassier. Câu lạc bộ mặc trang phục màu xanh lá cây và trắng. Đội có trụ sở tại thị trấn Amilly, Loiret và sân vận động của đội là Stade Georges Clericeau. Kể từ 2018-2019, câu lạc bộ chơi ở Championnat National 3, tầng thứ năm của bóng đá Pháp, đã được thăng hạng vào năm 2018.
Kết quả tốt nhất ở Cúp Pháp là vòng 7.